# The European Mouse Mutant Archive
Das Europäische Maus-Mutanten-Archiv (EMMA) ist ein 1999 gegründetes Konsortium zur Sammlung und Archivierung von forschungsrelevanten Mausmutanten mittels Kryokonservierung. Am Projekt sind insgesamt sieben europäische Forschungsinstitute beteiligt, der Hauptsitz ist das Consiglio Nazionale delle Ricerche (CNR) in der Nähe von Rom.

## Zweck
Das Genom der Hausmaus (Mus musculus) ist dem des Menschen sehr ähnlich. Deshalb dient sie in der Forschung als Modellorganismus für menschliche Erkrankungen. Zudem sind in den letzten 30 Jahren zahlreiche molekularbiologische Methoden zur Herstellung mutanter Mauslinien entstanden. Will man z. B. herausfinden, wofür ein bestimmtes Gen der Maus zuständig ist, ist es möglich dieses Gen gezielt auszuschalten (Gen-Knockout) um zu schauen, welche Auswirkungen das auf den Organismus hat. Um weiter mit einer solchen Maus arbeiten zu können, ist eine Möglichkeit eine Mauslinie zu züchten, deren Nachkommen alle diesen Defekt tragen. Das ist jedoch aufwendig und teuer. Eine andere Möglichkeit ist die Kryokonservierung, bei der Embryonen mit dem Defekt in flüssigem Stickstoff eingefroren und beliebig lang gelagert werden können.
Die Organisation bedient sich der zweiten Methode und hat es sich zur Aufgabe gemacht, verschiedenste Mausmutanten zu konservieren und sie bei Bedarf Forschungsanstalten zur Verfügung zu stellen.

## Mitglieder
Das Konsortium besteht aus sechs regulären Mitgliedern, sowie dem EMBL, welches für die Online-Datenbanken zuständig ist.
- CNR Istituto di Biologia Cellulare in Monterotondo, Italien
- CNRS Centre de Distribution de Typage et d’Archivage animale in Orleans, Frankreich
- MRC Mammalian Genetics Unit in Harwell, UK
- Karolinska Institutet in Stockholm, Schweden
- Instituto Gulbenkian de Ciência in Oeiras, Portugal
- Helmholtz Zentrum München Institute of Experimental Genetics in München, Deutschland
- EMBL European Molecular Biology Laboratory
- EBI European Bioinformatics Institute in Hinxton, UK (Teil des EMBL)